# Jean-Louis Chaussade
Pour les articles homonymes, voir Chaussade.
Jean-Louis Chaussade, né le 2 décembre 1951, est un homme d'affaires et dirigeant d'entreprise français.

## Biographie

### Formation
Jean-Louis Chaussade est Ingénieur ESTP (1976) et titulaire d’une maîtrise d’économie (Université Paris-Sorbonne, 1976). Il est également diplômé de l’Institut d'études politiques de Paris (1980) et de l’AMP de la Harvard Business School (1988).

### Carrière
Il commence sa carrière en 1978 en intégrant Degrémont. En 1989, il est nommé Chief Operating Officer Espagne à Bilbao. Pendant cette période, il est nommé administrateur d’Aguas de Barcelona.
En 1992, il devient directeur général exécutif de Dumez Copisa Espagne.
En 1997, il est nommé Chief Operating Officer de Lyonnaise des eaux en Amérique du Sud et Directeur Général Délégué de SUEZ pour l’Amérique du Sud. Il revient chez Degrémont en 2000 comme président-directeur général, et devient directeur général adjoint de SUEZ en 2004, puis directeur général exécutif de SUEZ Environnement.
Il est le directeur général de SUEZ depuis le 4 décembre 2007. Le 28 juin 2016 l’Assemblée Générale du groupe renouvelle Jean-Louis Chaussade en qualité de Directeur général pour un troisième mandat.

### SUEZ
En 2007, il prend la direction du groupe et succède à Jacques Petry.
En juillet 2008, il pilote l’entrée en Bourse du groupe.
En 2014, il finalise le rachat des parts d’Agbar détenues par La Caixa pour renforcer la position du groupe dans la gestion de l'eau en Espagne et en Amérique latine, au Chili notamment, où Agbar est très présent. Cette opération est aussi une occasion de simplifier l’actionnariat du groupe selon Jean-Louis Chaussade.
En 2015, Jean-Louis Chaussade modifie la stratégie du groupe en plaçant l’économie circulaire au cœur de la transformation de l’entreprise et engage le groupe dans ce qu’il nomme la « révolution de la ressource ». Il déclare ainsi : « L’économie circulaire change complètement notre modèle économique. Autrefois, nous procédions à la collecte des déchets puis à leur mise en décharge. Il s’agissait d’un métier très local et surtout déconnecté de l’offre ou de la demande mondiale. Aujourd’hui, nous sommes dans une tout autre logique. Les déchets deviennent des ressources. Nous procédons toujours à la collecte des déchets mais aussi à leur tri, en particulier de matières premières».
En 2015, il engage le groupe à fédérer l’ensemble des marques du groupe (SITA, Lyonnaise des Eaux, United Water, Degremont, Safège, etc) sous la marque unique SUEZ avec une organisation non plus par métiers mais par pays.
En 2017, il pilote le rachat de GE Water d’une valeur de 3,2 milliards d'euros afin d’accélérer le développement du groupe sur le marché de l’eau industrielle et accompagner la croissance à l’international.
Le 21 décembre 2018, on apprend qu'il cèdera son fauteuil de directeur général au 14 mai 2019, étant atteint par la limite d'âge statuaire à la fin de son mandat. Il sera remplacé à la tête de Suez par Bertrand Camus.
Le 26 février 2019, il est élu Président du groupe à l'unanimité par le conseil d'administration.
Le 28 novembre 2019, le groupe Suez annonce cependant le départ de Jean-Louis Chaussade de la présidence en mai 2020, seulement un an après avoir remplacé Gérard Mestrallet à ce poste.

### Autres mandats
- Administrateur de Criteria Caixaholding S.A.U. depuis le 19 octobre 2011[19].
- Membre fondateur de l’Institut de prospective économique du monde méditerranéen depuis le 9 décembre 2011[20], membre du Conseil d’Administration et du Conseil de Surveillance[21].
- Depuis le 13 octobre 2016, Président du Conseil d’administration de l'Université de technologie de Compiègne[22].
- Président du projet MainStream piloté par la fondation Ellen MacArthur[23].
- Co-président du Comité France Chine[24].
- Président du Conseil des Chefs d’entreprises France Péninsule Arabique au sein du MEDEF
- Membre du conseil d’administration de Kaufman Broad[25].

## Engagements

### Lutte contre le changement climatique
À l’occasion de la COP 21 à Paris, il a officialisé l'objectif du groupe de « mettre en œuvre un prix interne du carbone » qui sera adopté en 2016.
En ligne avec les objectifs Développement Durable du Groupe, il appelle à la mobilisation d’un renforcement du prix du carbone pour développer de nouveaux modèles climato-responsables et soutient la déclaration de la Banque Mondiale.
Lors de la COP 22, il déclare que l’eau et la gestion des déchets sont au cœur des débats compte tenu du réchauffement climatique.
Le 18 mars 2016, il anime un déjeuner du Global Compact France sur le thème de la révolution de la ressource.

### Économie circulaire
En tant que Président du groupe de travail de l’Afep sur l’économie circulaire, il a piloté le rapport sur l’économie circulaire de l’association définissant 5 priorités d’action nationales et européennes pour renforcer la rentabilité économique de l’économie circulaire et sa robustesse environnementale.
En tant que président du groupe de travail de l’Institut Montaigne sur l’économie circulaire, il préside aux côtés de Jean-Dominique Senard « Économie circulaire, réconcilier croissance et environnement ».
En 2017, lors de l’Université d’été du MEDEF, il prend la parole sur le thème de l’économie circulaire affirmant qu'il s'agit du « moyen le plus économique, le plus juste... et le plus sensé pour produire des biens sur la planète ».

### Protection des océans contre la pollution plastique
Le 8 juin 2016, à l’occasion de la Journée mondiale de l’océan, il signe avec le Secrétaire exécutif de la Commission océanographique intergouvernementale (COI) de l’UNESCO, Vladimir Ryabinin, un accord de partenariat visant à renforcer leur engagement pour la protection de l’océan. Cet accord porte sur le contrôle de la qualité de l’eau et la sensibilisation des publics.
Le 8 juin 2017, il participe à la conférence des Nations unies sur les Océans à New York afin de souligner la nécessité de mener des actions concrètes pour préserver l’océan.

## Divers
Il est le fils de Pierre Chaussade, qui fut lui-même PDG du groupe Lyonnaise des Eaux, de 1970 à 1980.

## Prix et distinctions
Il est nommé chevalier de l’ordre national de la Légion d’honneur par décret du 31 décembre 2004. En 2016, il est promu au grade d’Officier.

## Ouvrages
Le 21ème siècle, le siècle de l’eau ?, éd. Nouveaux Débats Publics, mars 2012
Les 100 mots de l’eau, coll. Que sais-je ?, avec Maryvonne Pellay, août 2012